# 岩田悠希
岩田 悠希（いわた ゆうき、1998年9月12日 - ）は、千葉県流山市出身のパラ陸上競技選手。あずさオフィスメイト株式会社、one'sParaAthleteClub所属。専門は長距離種目（T20(知的障害)）。
千葉県立特別支援学校流山高等学園卒業。知的障害と自閉症を抱える。高校時代より本格的に陸上競技に取り組む。
ドバイ2017アジアユースパラ陸上大会1500m走 2位。第7回 中国オープン選手権大会 / ワールドパラアスレティクス グランプリ大会1500m走 2位。第4回日本IDハーフマラソン選手権大会 2位。
2020年1月26日に行われた第5回日本IDハーフマラソン選手権大会では2位であったが、今までの知的障害者のハーフマラソンの世界記録を超える記録であった。
同年12月の第282回日本体育大学長距離競技会や第200回松戸市陸上競技記録会において、3000m、5000m、10000mのID日本記録を樹立。中でも10000mの29分35秒21は国際知的障害者スポーツ連盟世界記録である。
2021年は第32回日本パラ陸上競技選手権大会の1500mで3位、2021ジャパンパラ陸上競技大会の1500mで3位、5000mで1位となる。5000mはアジア新記録となった。
同年の東京パラリンピックの男子1500m知的障害クラスでパラリンピック大会初出場。スタート直後から先頭に出て、その後ろに同じく日本代表の赤井大樹と集団を引っ張った。残り1周の時点で外国選手のスパートについていけず順位を落としたが、8位入賞を果たした。目標としていた自己ベスト更新はならず、レース後、「緊張しました。なんだよこのタイム」とこぼした。

## 主な記録
- 1500m：3分54秒83[4]
- 3000m：8分32秒37（日本記録）[10]
- 5000m：14分30秒09（アジア記録）[10]
- 10000m：29分35秒21（世界記録）[10]